# Anisia ciliata
Anisia ciliata là một loài ruồi trong họ Tachinidae.